# Paul Laciga
Paul Laciga (Bern, 24 november 1970) is een voormalig Zwitsers beachvolleyballer. Hij eindigde tweemaal als tweede bij de wereldkampioenschappen en werd met zijn broer Martin driemaal Europees kampioen. Laciga nam verder aan twee opeenvolgende Olympische Spelen deel en behaalde bij beide een vijfde plaats.

## Carrière

### 1995 tot en met 1999
Laciga debuteerde in het seizoen 1995/96 met zijn broer Martin in de FIVB World Tour; ze zouden tot en met 2004 een duo vormen. Het tweetal speelde dat eerste seizoen dertien wedstrijden zonder de top tien te halen. In 1996 namen de broers deel aan zeven toernooien met als beste resultaat een vierde plaats in Tenerife en vijfde plaats in Marseille. Het jaar daarop was het duo actief op tien reguliere toernooien in de World Tour en behaalde het op een uitzondering na enkel toptienplaatsen. Bij de eerste officiële WK in Los Angeles bereikten de broers de achtste finale waar ze werden uitgeschakeld door de Brazilianen José Loiola en Anjinho Bacil. Daarnaast won het duo de bronzen medaille bij de EK in Riccione.
In 1998 boekten ze in Mar del Plata hun eerste overwinning in de World Tour. Bij de overige twaalf wedstrijden eindigde het tweetal eenmaal als tweede (Lignano) en driemaal als vierde (Espinho, Moskou en Vitória). Bovendien wonnen Paul en Martin in Rodos de eerste van hun drie opeenvolgende Europese titels door de Noren Jan Kvalheim en Bjørn Maaseide in de finale te verslaan. Het jaar daarop prolongeerden ze hun titel in Palma de Mallorca namelijk tegen het Spaanse duo Javier Bosma en Fabio Díez. Het duo won bij de WK in Marseille de zilveren medaille nadat de finale van het Braziliaanse tweetal Emanuel Rego en Loiola verloren werd. Bij de overige twaalf FIVB-toernooien eindigden ze tienmaal in de top tien en in Berlijn behaalden ze de tweede plaats.

### 2000 tot en met 2004
De broers Laciga speelden in 2000 veertien wedstrijden in de World Tour. Ze boekten een overwinning in Tenerife en behaalden podiumplaatsen in Guaruja en Lignano (tweede) en in Chicago, Espinho en Vitória (derde). Daarnaast wonnen ze voor de derde en laatste keer de Europese titel in Getxo ten koste van hun landgenoten Markus Egger en Sascha Heyer. Bij de Olympische Spelen in Sydney bereikte het duo de kwartfinale waar het werd uitgeschakeld door het Portugese tweetal Miguel Maia en João Brenha. Het daaropvolgende jaar namen ze aan tien reguliere FIVB-toernooien deel en eindigden ze vijfmaal als tweede (Tenerife, Gstaad, Berlijn, Stavanger en Espinho) en tweemaal als derde (Oostende en Vitória). Het tweetal kwam bij de WK in Klagenfurt niet verder dan de kwartfinale, waar ze door de Noren Jørre André Kjemperud en Vegard Høidalen werden uitgeschakeld. Bij de EK in Jesolo waren Egger en Heyer ditmaal wel te sterk en eindigden de broers Laciga als tweede.
In 2002 speelde het duo tien wedstrijden in de World Tour met twee overwinningen (Cádiz en Mallorca) as resultaat. Daarnaast wonnen ze in Bazel opnieuw de zilveren medaille bij de EK nadat ze de finale verloren hadden van het Duitse duo Markus Dieckmann en Jonas Reckermann. Het jaar daarop namen de broers deel aan tien reguliere FIVB-toernooien met een tweede plaats in Espinho als beste resultaat. Bij de WK in Rio de Janeiro werden ze in de kwartfinale uitgeschakeld door de Brazilianen Márcio Araújo en Benjamin Insfran. Het daaropvolgende seizoen behaalden ze in de World Tour een eerste plaats in Mallorca en een tweede plaats in Berlijn bij de elf wedstrijden die ze speelden. In Athene bereikte het duo bij de Olympische Spelen wederom de kwartfinale, waar ze verloren van de latere Braziliaanse olympisch kampioenen Ricardo Santos en Emanuel. Na afloop van de Spelen gingen de broers uit elkaar.

### 2005 tot en met 2007
Vanaf 2005 speelde Laciga twee seizoenen samen met Heyer. Het eerste jaar bereikten ze de finale bij de WK in Berlijn, nadat ze zich via de herkansingen hadden teruggespeeld. In de finale verloren Laciga en Heyer van de Brazilianen Araújo en Fábio Luiz Magalhães en won Laciga voor de tweede keer zilver. In de World Tour deden ze verder mee aan negen toernooien met een vierde plaats in Parijs als beste resultaat. Het jaar daarop speelde het tweetal tien internationale wedstrijden waarbij het twee keer de top tien haalde; in Stavanger werden ze vijfde en in Parijs negende. In 2007 vormde Laciga voor vier toernooien weer een duo met zijn broer. De WK in eigen land waren zijn laatste toernooi; het tweetal ging in Gstaad als groepswinnaar zonder setverlies door naar de zestiende finale en werd daar uitgeschakeld door het Nederlandse duo Emiel Boersma en Bram Ronnes.

## Palmares
Kampioenschappen
- 1997:  EK
- 1997: 9e WK
- 1998:  EK
- 1999:  WK
- 1999:  EK
- 2000:  EK
- 2000: 5e OS
- 2001: 5e WK
- 2001:  EK
- 2002:  EK
- 2003: 5e WK
- 2004: 5e OS
- 2005:  WK

FIVB World Tour
- 1998:  Mar del Plata Open
- 1998:  Lignano Open
- 1999:  Berlijn Open

- 2000:  Guaruja Open
- 2000:  Tenerife Open
- 2000:  Grand Slam Chicago
- 2000:  Lignano Open
- 2000:  Espinho Open
- 2000:  Vitória Open
- 2001:  Tenerife Open
- 2001:  Gstaad Open
- 2001:  Berlijn Open
- 2001:  Stavanger Open
- 2001:  Espinho Open
- 2001:  Oostende Open
- 2001:  Vitória Open
- 2002:  Cádiz Open
- 2002:  Mallorca Open
- 2003:  Grand Slam Marseille
- 2004:  Grand Slam Berlijn
- 2004:  Mallorca Open